# Siewastopol (1967)
Siewastopol (ros. Севастополь) – radziecki krążownik rakietowy projektu 1134 (ozn. NATO Kresta I). Wodowany w 1967 roku, znajdował się w czynnej służbie od 1969 do 1989 roku. Wchodził w skład Floty Oceanu Spokojnego.

## Budowa i skrócony opis
„Siewastopol” był czwartym – ostatnim okrętem projektu 1134 (Bierkut), określanego też jako typ Admirał Zozula, a w kodzie NATO oznaczanego Kresta I. Okręt otrzymał nazwę od miasta Sewastopola. Został wciągnięty na listę floty 3 czerwca 1966 roku. Budowany był w stoczni im. A. Żdanowa w Leningradzie pod numerem budowy 794. Stępkę położono 8 czerwca 1966 roku, a okręt wodowano 28 kwietnia 1967 roku. Wszedł do służby 25 września 1969 roku.
Okręty projektu 1134 były klasyfikowane oficjalnie początkowo jako duże okręty przeciwpodwodne (ros. bolszoj protiwołodocznyj korabl, BPK). Ich zasadniczym przeznaczeniem miało być zwalczanie okrętów podwodnych, lecz w czasie ich budowy nie były jeszcze gotowe rakietotorpedy, wobec czego otrzymały one jako główne uzbrojenie cztery wyrzutnie pocisków przeciwokrętowych P-35, co nadało im znamiona uniwersalności. Dlatego też w 1977 roku przeklasyfikowano je na krążowniki rakietowe. Zwalczanie okrętów podwodnych możliwe było za pomocą dziesięciu wyrzutni torped kalibru 533 mm, z których można było wystrzeliwać torpedy przeciw okrętom podwodnym. Uzbrojenie przeciwpodwodne uzupełniały dwa dwunastoprowadnicowe miotacze rakietowych bomb głębinowych RBU-6000 (144 bomby kalibru 213 mm) i dwa sześcioprowadnicowe RBU-1000 (48 bomb kalibru 305 mm). Możliwości w zakresie zwalczania okrętów podwodnych rozszerzał jeden pokładowy śmigłowiec Ka-25PŁ, który mógł być zastąpiony maszyną do wskazywania celów Ka-25C. Uzbrojenie artyleryjskie stanowiły dwa podwójnie sprzężone działa uniwersalne kalibru 57 mm AK-725, umieszczone nietypowo w dwóch wieżach na burtach. Podczas modernizacji w latach 80. „Siewastopol” otrzymał dwie pary sześciolufowych zestawów obrony bezpośredniej kalibru 30 mm AK-630M, lecz bez radarów Wympieł służących do kierowania ich ogniem. Uzbrojenie przeciwlotnicze stanowiły dwie dwuprowadnicowe wyrzutnie przeciwlotniczych pocisków rakietowych bliskiego zasięgu Wołna-M na dziobie i na rufie, z zapasem 64 pocisków.

## Służba
„Siewastopol” po wejściu do służby 21 października 1969 roku wszedł w skład 120 Brygady Okrętów Rakietowych Floty Północnej ZSRR. Między 22 lipca a 14 grudnia 1971 roku odbył rejs na Atlantyku. Między 31 października a 9 listopada 1971 roku złożył wizytę w Hawanie na Kubie.
11 lutego 1980 roku został przeniesiony w skład Floty Oceanu Spokojnego (według innych źródeł, 19 października 1980 roku). Dopiero w lipcu 1981 roku przeszedł z Murmańska do Władywostoku Północną Drogą Morską. Wszedł w skład 175 Brygady Okrętów Rakietowych. 
W 1981 roku pełnił służbę na Oceanie Indyjskim. We wrześniu 1983 roku uczestniczył w poszukiwaniu szczątków  koreańskiego samolotu pasażerskiego Boeing 747 zestrzelonego przez myśliwiec Su-15 nad Sachalinem.
W 1984 roku okręt został przydzielony do 173 Brygady Okrętów Przeciwpodwodnych Flotylli Kamczackiej.
W 1988 roku okręt został uszkodzony przez dużą krę i skierowany do remontu. 15 grudnia 1989 roku został jednak wycofany ze służby z uwagi na zużycie i brak środków na remont. Załogę rozformowano 19 kwietnia 1990 roku. Okręt został następnie osadzony na mieliźnie w zatoce Awczinskiej koło Pietropawłowska Kamczackiego, po czym sprzedany na złom do Indii.